# Antonio Piazza (scrittore)
Antonio Piazza (Venezia, 1742 – Milano, 1825) è stato uno scrittore, giornalista e drammaturgo italiano.

## Biografia
Fondò nel 1787 la Gazzetta urbana veneta che venne pubblicata fino al 1798. Graziato dal governo austro-ungarico, dopo cinque mesi di carcere senza processo, nel 1801 si spostò a Milano, dove condusse una vita di privazioni, precettore dei figli di famiglie numerose e traduttore dal francese e dall'inglese.
Scrittore poliedrico e prolifico, appassionato di teatro, una delle sue commedie, di ispirazione goldoniana, in tre atti e in prosa, L'amicizia in cimento, venne rappresentata al teatro sito nei pressi della chiesa San'Angelo dove fu acclamata. Scrisse sulla Gazzetta di Milano Privilegiata e sulla Rivista Europea.

## Opere
- L'impresario in rovina
- Giulietta, la pazza per amore
- Il teatro, ovvero fatti di una veneziana
- L'amor tra l'arme
- L'amicizia in cimento (commedia)